# Jacopo Rauch
Jacopo Rauch (Siena, Italia, 8 de marzo de 1970) es un guionista de cómic italiano.

## Biografía
Empezó a colaborar con la editorial Sergio Bonelli en 1999, escribiendo sus dos primeras historias de Zagor bajo la supervisión de Mauro Boselli, que se publicarían en 2002. En 2006, volvió a escribir para este cómic, desempeñándose al mismo tiempo como diseñador gráfico y traductor. En tiempos más recientes, escribió historias de Tex, la serie estrella de la Bonelli.